# 森本淳
森本淳（もりもと あつし、1981年5月3日 - ）は、日本の空手家。愛知県常滑市出身。身長171cm、体重66kg。森本道場（旧黄龍館）館長。中国武術九星会代表の伊藤真一に師事。過去に日本伝・二聖二天流柔術憲法創始者の柳川昌弘に指導を受ける。
幕末迄、天皇近衛兵（護衛兵）をする一族を先祖にもつ士族。

## 経歴
- フルコンタクト空手から始め、その後、空手の発祥の地、沖縄で沖縄三大流派の一つである小林流の門を叩く。
- 小林流の「ムチミ」をつかった鞭の技術に魅せられ、鞭の原理をつかった究極の「短勁」を目指している。
- 同じ愛知県出身の中国武術九星会代表・伊藤真一と交流も深く、武術指導を受けている。
- 空手道を志した憧れの柳川昌弘のもと、二聖二天流柔術憲法を学ぶ。
- 琉球(沖縄)発祥武術である古流空手をベースに「森本流」という自流を立ち上げる。

　「世の中に役立ってこそ日本武道の意味がある」をモットーに、現代社会で力強く生き抜く人材育成をチミ」をつかった鞭の技術に魅せられ、鞭の原理をつかった究極の「短勁」を目指している。
- 同じ愛知県出身の中国武術九星会代表・伊藤真一と交流も深く、武術指導を受けている。
- 空手道を志した憧れの柳川昌弘のもと、二聖二天流柔術憲法を学ぶ。
- 「世の中に役立ってこそ日本武道の意味がある」をモットーに、琉球(沖縄)発祥武術である古流空手をベースにした「森本流」を立ち上げる。
- 先祖が学んでいた天皇家護衛武術である長野流兵法を修行中。
- カウンセラー資格を取得し、武道療育や感覚統合を取り入れた空手指導を行う。

## 鞭身（ムチミ）の原理
- 腰から発する力を体内の中を通して波打たせ、拳足等に伝える技術。身体を鞭のごとく振り、その際に沈身（重力）も使い、重さを増させる。相手の体内に浸透波（衝撃波）を直接触れてあたえる。
- 中国武術でいうところの短勁・寸勁・弾勁であり沖縄空手では当破ともいう。

## 出演ミュージックビデオ
| アーティスト名 | 曲名          | 収録アルバム |
| -------------- | ------------- | ------------ |
| LOKA           | HIGHERxHIGHER | TRAP'N ROCK  |